# Sady Pětatřicátníků
Sady Pětatřicátníků je městská ulice v Plzni, jejíž jméno vzniklo podle kasáren 35. pěšího pluku. Ulice měří 600 metrů, od divadla J. K. Tyla, kde pokračuje jako Klatovská třída k mostu generála Pattona, odkud pokračuje jako ulice Karlovarská. Na sever ulice vede na Lochotín jako Karlovarská třída, dále na Třemošnou. Na jih ulice vede na Bory jako Klatovská třída. Na ulici se také nachází centrální tramvajová zastávka se jménem „Sady Pětatřicátníků“, zastavují zde všechny tři linky plzeňské tramvajové dopravy. Na ulici také stojí budova právnické fakulty.